# Goran Bunjevčević
Goran Bunjevčević, cyr. Горан Буњевчевић (ur. 17 lutego 1973 w Karlovacu, zm. 28 czerwca 2018 w Belgradzie) – serbski piłkarz grający na pozycji środkowego obrońcy.

## Kariera klubowa
Bunjevčević urodził się w Karlovacu, leżącym w obecnej Chorwacji. Wychowywał się w Splicie i tam też rozpoczął karierę piłkarską, dokładnie w klubie Hajduk Split. Po występach w młodzieżowej drużynie przeniósł się do Zagrzebia i tam trenował w juniorach Dinama Zagrzeb. Po wybuchu wojny domowej w Jugosławii przeniósł się do Belgradu i tam zaczął grać w trzecioligowym BASK Belgrad. W 1992 roku został piłkarzem innego klubu z tego miasta, Grafičaru, a w 1993 odszedł do Radu Belgrad i w jego barwach zadebiutował w pierwszej lidze jugosłowiańskiej. W Radzie występował głównie jako defensywny pomocnik, ale przez cztery lata gry w tym klubie nie osiągnął większych sukcesów.
W 1997 roku Goran został zawodnikiem jednego z czołowych klubów w kraju, Crvenej zvezdy Belgrad. Od początku pobytu w tym klubie grał w pierwszym składzie, a w swoim pierwszym sezonie wywalczył wicemistrzostwo kraju. Jesienią 1998 wystąpił w Pucharze UEFA, a w 1999 roku zajął z "Czerwoną Gwiazdą" 3. miejsce w lidze i zdobył swój pierwszy Puchar Jugosławii. W 2000 roku został pierwszy raz w karierze mistrzem kraju. Wywalczył także drugi krajowy puchar. W 2001 roku obronił ze Crveną Zvezdą tytuł mistrzowski. Ogółem przez cztery lata rozegrał dla belgradzkiego klubu 138 spotkań, w których strzelił 18 bramek.
Latem 2001 roku Bunjevčević za 1,4 miliona funtów przeszedł do angielskiego Tottenhamu Hotspur by zastąpić odchodzącego do Arsenalu Sola Campbella. 18 sierpnia zadebiutował w Premiership w zremisowanym 0:0 domowym spotkaniu z Aston Villą. Jednak w meczu z Chelsea F.C. doznał złamania kości policzkowej i pauzował prawie przez cały sezon. W sezonie 2002/03 miał pewne miejsce w składzie drużyny prowadzonej przez Glenna Hoddle'a i rozegrał 35 spotkań w lidze. Jednak po odejściu Hoddle'a i przybyciu Martina Jola Serb stracił miejsce w składzie i przez trzy lata wystąpił jedynie w 10 meczach ligowych i w kilku Pucharu Anglii.
26 maja 2006 Goran odszedł z klubu i przeszedł do holenderskiego ADO Den Haag. W Eredivisie wystąpił w 24 spotkaniach zdobywając jednego gola. Po sezonie zdecydował się zakończyć karierę. W marcu 2008 roku został dyrektorem Crvenej zvezdy.
| Sezon   | Klub              | Kraj       | Rozgrywki         | Mecze | Bramki |
| ------- | ----------------- | ---------- | ----------------- | ----- | ------ |
| 1991/92 | BASK Belgrad      | Jugosławia | Treća liga        | 14    | 0      |
| 1992/93 | Grafičar Belgrad  | Jugosławia | Srpska liga       | 25    | 1      |
| 1993/94 | FK Rad            | Jugosławia | Super liga Srbije | 24    | 1      |
| 1994/95 | FK Rad            | Jugosławia | Super liga Srbije | 17    | 0      |
| 1995/96 | FK Rad            | Jugosławia | Super liga Srbije | 29    | 2      |
| 1996/97 | FK Rad            | Jugosławia | Super liga Srbije | 30    | 3      |
| 1997/98 | Crvena zvezda     | Jugosławia | Super liga Srbije | 30    | 5      |
| 1998/99 | Crvena zvezda     | Jugosławia | Super liga Srbije | 22    | 4      |
| 1999/00 | Crvena zvezda     | Jugosławia | Super liga Srbije | 40    | 7      |
| 2000/01 | Crvena zvezda     | Jugosławia | Super liga Srbije | 33    | 0      |
| 2001/02 | Tottenham Hotspur | Anglia     | Premiership       | 6     | 0      |
| 2002/03 | Tottenham Hotspur | Anglia     | Premiership       | 35    | 0      |
| 2003/04 | Tottenham Hotspur | Anglia     | Premiership       | 7     | 0      |
| 2004/05 | Tottenham Hotspur | Anglia     | Premiership       | 3     | 0      |
| 2005/06 | Tottenham Hotspur | Anglia     | Premiership       | 0     | 0      |
| 2006/07 | ADO Den Haag      | Holandia   | Eredivisie        | 24    | 1      |

## Kariera reprezentacyjna
W reprezentacji Jugosławii Bunjevčević zadebiutował 23 grudnia 1998 roku w przegranym 0:2 towarzyskim spotkaniu z Izraelem. W 1998 roku został powołany przez selekcjonera Vujadina Boškova do kadry na Euro 2000. Tam był rezerwowym i nie wystąpił w żadnym spotkaniu Jugosłowian. Swoje ostatnie spotkanie w kadrze narodowej rozegrał w 2003 roku, a łącznie wystąpił w niej 16 razy.